# U.S. Route 41
La U.S. Route 41 (US 41) est une US Route majeure reliant Miami, Floride et la Péninsule supérieure du Michigan. Jusqu'en 1949, le segment dans le sud de la Floride, entre Naples et Miami, était numéroté US 94. Le terminus sud de la route est dans le quartier Brickell du centre-ville de Miami à une intersection avec Brickell Avenue (US 1). Le terminus nord est à l'est de Copper Harbor, Michigan à un simple cul-de-sac près du Parc d'état de Fort Wilkins à la pointe nord de la Péninsule de Keweenaw. La US 41 est parallèle à l'I-75 entre Naples, Floride et Chattanooga, Tennessee, en passant par la Géorgie.

## Description du tracé
|       | mi    | km    |
| ----- | ----- | ----- |
| FL    | 483   | 777   |
| GA    | 378   | 608   |
| TN    | 197   | 317   |
| KY    | 104   | 167   |
| IN    | 279   | 449   |
| IL    | 62    | 100   |
| WI    | 226   | 364   |
| MI    | 279   | 449   |
| Total | 2 008 | 3 232 |

### Floride

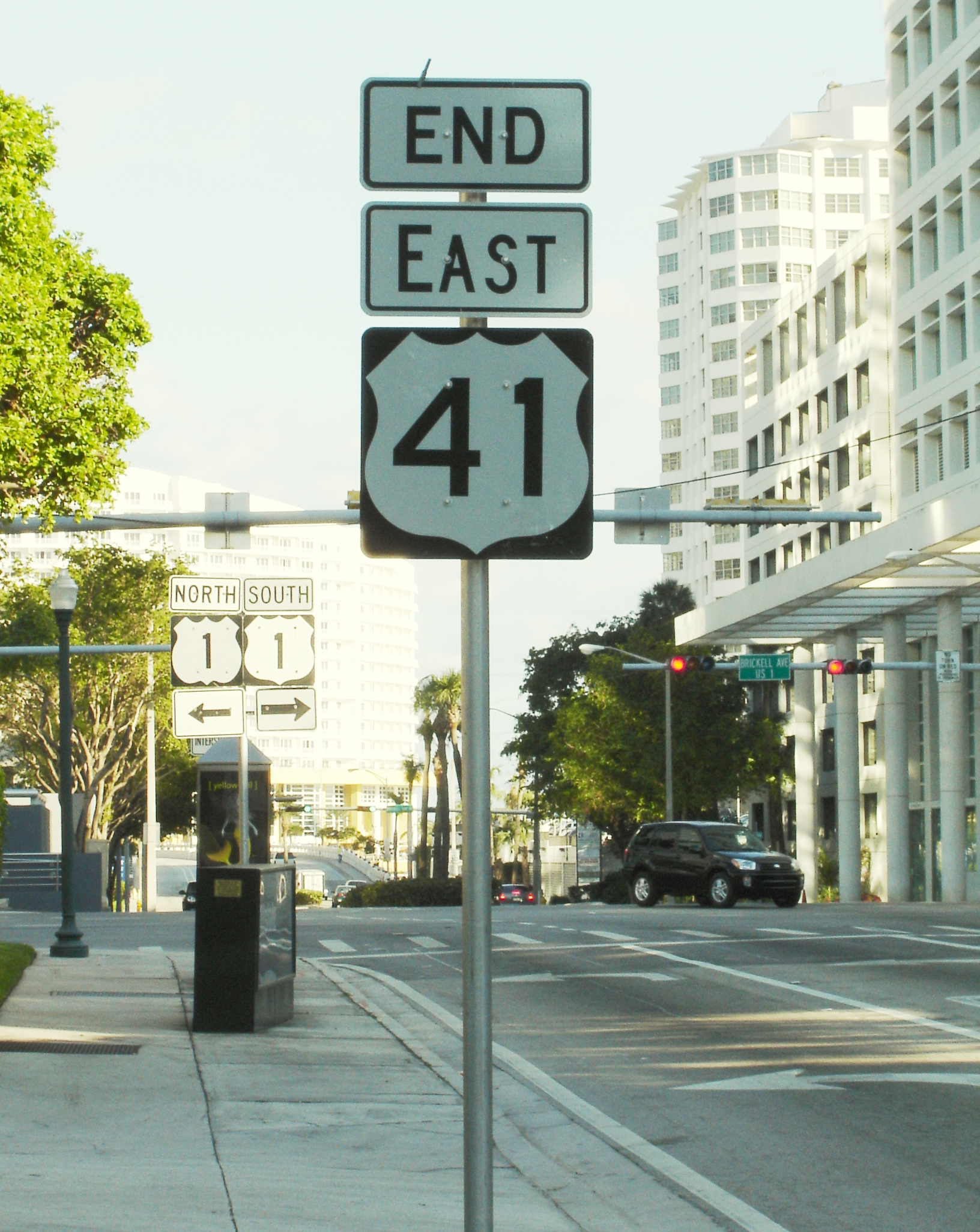
Terminus sud de la US 41 à Brickell Avenue à Miami

La US 41 débute à l'intersection avec Brickwell Avenue (US 1) au centre-ville de Miami. Elle traverse la ville, passe par Westchester et Tamiami avant d'entreprendre la traversée des Everglades. Le segment entre Miami et Naples est indiqué est-ouest. Elle ne croise aucune ville avant d'arriver dans la région de Naples, près de 80 miles (129 km) plus à l'ouest.
À Naples, elle bifurque vers le nord et traverse la ville en étant parallèle à la côte du Golfe du Mexique. Elle passe ensuite par Fort Myers, Port Charlotte, South Venice, Sarasota et Tampa. Le segment de la route entre Tampa et Miami est connu comme la Tamiami Trail (un dérivé de la combinaison de Tampa et Miami).
Après avoir traversé Tampa, la route poursuit en direction nord et passe par Brooksville, Inverness, Williston et atteint Lake City. Là, elle croise l'I-10 et prend une orientation vers le nord-ouest. Elle est parallèle à l'I-75 et passe par Jasper et Jennings avant de quitter l'état pour entrer en Géorgie.

### Géorgie
En Géorgie, la US 41 est parallèle à l'I-75 sur tout son tracé dans l'état, jusqu'au Tennessee.
La première ville rencontrée dans l'état est Valdosta. Elle contourne la ville et forme ensuite un multiplex avec l'I-75 sur quelques miles au nord de Valdosta. Elle suitte l'autoroute à Hahira et poursuit vers le nord-ouest en passant par Adel, Tifton, Cordele, Unadilla, Perry, Warner Robins, Macon, Barnesville et Griffin où elle approche la région métropolitaine d'Atlanta. Elle rencontre la US 19 et forme un multiplex avec celle-ci. À Hapeville, la route dessert le nord-est de l'Aéroport international Hartsfield–Jackson d'Atlanta.
À Atlanta, la US 41 emprunte Metropolitan Parkway et Northside Drive avant de quitter la ville vers le nord-ouest. Elle atteint ensuite Marietta. Le segment entre ces deux villes a été la première route à quatre voies de l'état en 1938. La route continue ensuite vers le nord-ouest et passe par les villes de Kennesaw, Acworth, Cartersville, Adairsville, Calhoun et Dalton avant d'entrer au Tennessee.

### Tennessee
La US 41 entre au Tennessee à l'est de l'I-75 dans les environs d'East Ridge. Elle se dirige vers le nord-ouest et atteint Chattanooga. Elle traverse la ville et se dirige vers l'ouest. Elle longe à quelque reprises la rivière Tennessee. Elle traverse la rivière et atteint Jasper, où elle bifurque vers le nord-ouest. Elle passe par Tracy City, bifurque vers l'ouest jusqu'à Monteagle et reprend une orientation vers le nord-ouest en étant parallèle à l'I-24. Elle passe par Manchester, Murfreesboro et Smyrna avant d'arriver à Nashville. Elle traverse le centre-ville et continue vers le nord. Elle est parallèle à l'I-65 jusqu'à Goodlettsville, où elle bifurque vers le nord-ouest jusqu'à Springfield. Elle traverse cette ville et continue vers le nord-ouest vers la frontière avec le Kentucky, en passant par Adams.

### Kentucky
La US 41 entre au Kentucky à Guthrie. Elle se poursuit vers le nord-ouest jusqu'à Hopkinsville, où elle contourne traverse le centre-ville. Elle se dirige alors vers le nord en étant parallèle à l'I-169 jusqu'à Nortonville. Elle devient parallèle à l'I-69 et passe par Madisonville, Sebree et, au sud de Hendersonville, elle emprunte l'alignement de la Future I-69. À cet endroit, l'I-69 prend temporairement fin. La US 41 prend la forme d'une autoroute jusqu'à l'échangeur avec la US 60. Au-delà de cet échangeur, la US 41 devient une artère commerciale. Elle traverse la rivière Ohio et atteint la frontière avec l'Indiana.

### Indiana
La US 41 entre en Indiana à Evansville. Elle croise rapidement le terminus temporaire de l'I-69. Alors que l'autoroute contourne la ville, la US 41 la traverse du sud au nord. Elle demeure parallèle à l'I-69 jusqu'à la sortie d'Evansville. La US 41 se dirige alors vers le nord jusqu'à Vincennes, après avoir passé par Princeton. La US 41 traverse une région très rurale de l'ouest de l'Indiana. Entre Vincennes et Terre Haute, elle forme un multiplex avec la US 150. Elle traverse Terre Haute et longe la rivière Wabash jusqu'à l'est de Clinton. Elle bifurque alors vers le nord-est jusqu'à Rockville, bifurque vers le nord et passe par Attica, où elle traverse la rivière Wabash. Elle devient une voie rapide au nord-ouest d'Attica et poursuit vers le nord en passant par Boswell, Kentland et Morocco avant d'atteindre la région de Hammond. Elle traverse la ville, forme un court multiplex avec l'I-80 / I-94 / US 6 et continue jusqu'au sud du Lac Michigan. Sur le peu de distance qu'il lui reste dans l'état, la US 41 forme un multiplex avec la US 12 / US 20 jusqu'à la frontière avec l'Illinois.

### Illinois

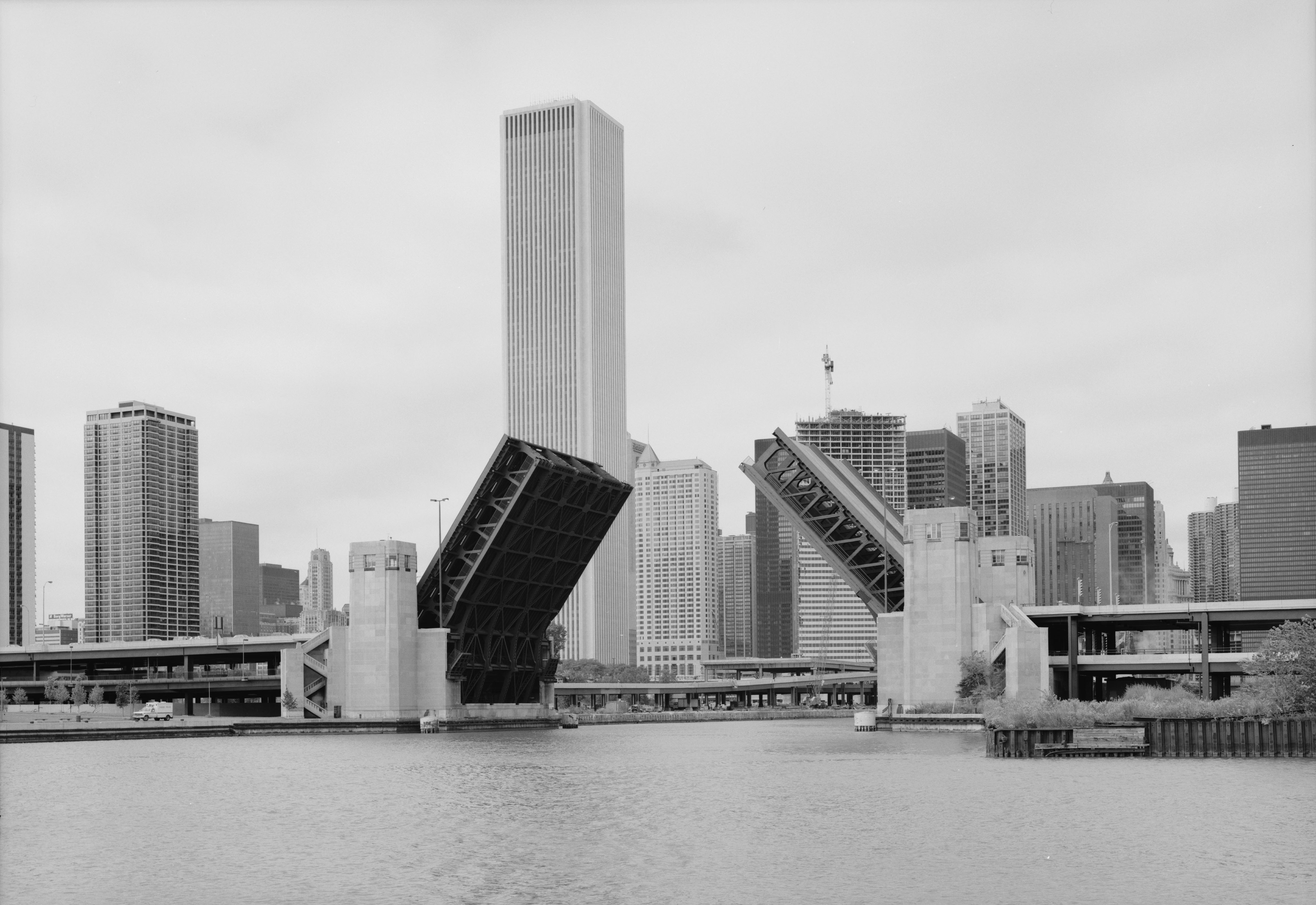
Pont basculant à deux étages portant la US 41 (Lake Shore Drive) au-dessus de la rivière Chicago en 1987.

La US 41 entre en Illinois dans les limites de Chicago. Elle se trouve en dessous de la Chicago Skyway. La route forme un multiplex avec la US 12 / US 20 et emprunte Indianapolis Boulevard vers le nord-ouest. À Ewing Avenue, elle bifurque vers le nord. À l'intersection avec 95th Street, la US 12 et la US 20 quittent le multiplex vers l'ouest. La US 41 longe le lac sur Lake Shore Drive. Le nom change pour South Shore Drive à l'intersection avec 79th Street.
Elle traverse Jackson Park et passe à côté du Musée des Sciences et de l'Industrie. La route devient alors une quasi-autoroute avec des viaducs trop bas pour permettre aux camions de passer. Elle traverse Burnham Park, passe près de McCormick Place et devient un boulevard. Elle traverse Grant Park et continue de longer les rives du lac. Elle longe Navy Pier et se courbe à deux reprises près de Oak Street. Elle devient ensuite une voie rapide jusqu'à ce qu'elle quitte Lake Shore Drive à Foster Avenue. Elle emprunte Lincoln Avenue vers le nord et se courbe vers le nord-ouest. À Skokie Boulevard, la US 41 bifurque vers le nord jusqu'à la fin du boulevard, à un échangeur partiel avec l'I-94. Les deux routes forment un multiplex jusqu'aux environs du jardin botanique de Chicago. La US 41 poursuit vers le nord-ouest sur Skokie Highway et passe à l'ouest de Lake Forest, North Chicago et Waukegan. Elle passe ensuite par Gurnee et Rosecrans jusqu'à un échangeur avec l'I-41 / I-94. La US 41 se joint aux deux routes pour traverser la frontière avec le Wisconsin.

### Wisconsin
La US 41 entre au Wisconsin à Pleasant Prairie en multiplex avc l'I-41 et l'I-94. Le multiplex dure jusqu'à Milwaukee, où l'I-41 et la US 41 bifurquent vers l'ouest pour former un multiplex avec l'I-43 et l'I-894. La US 41 poursuit vers le nord-ouest en multiplex avec l'I-41 et passe par Fond du Lac, Oshkosh et Appleton, où elle bifurque vers le nord-est jusqu'à Green Bay. L'I-41 prend fin et la US 41 poursuit vers le norden multiplex avec la US 141 pour quelques miles. Lorsque les deux routes se séparent, la US 41 prend la direction nord-est et atteint Marinette en longeant plus ou moins la Baie de Green Bay. Elle traverse la ville et atteint la rivière Menominee, marquant la frontière avec le Michigan.

### Michigan

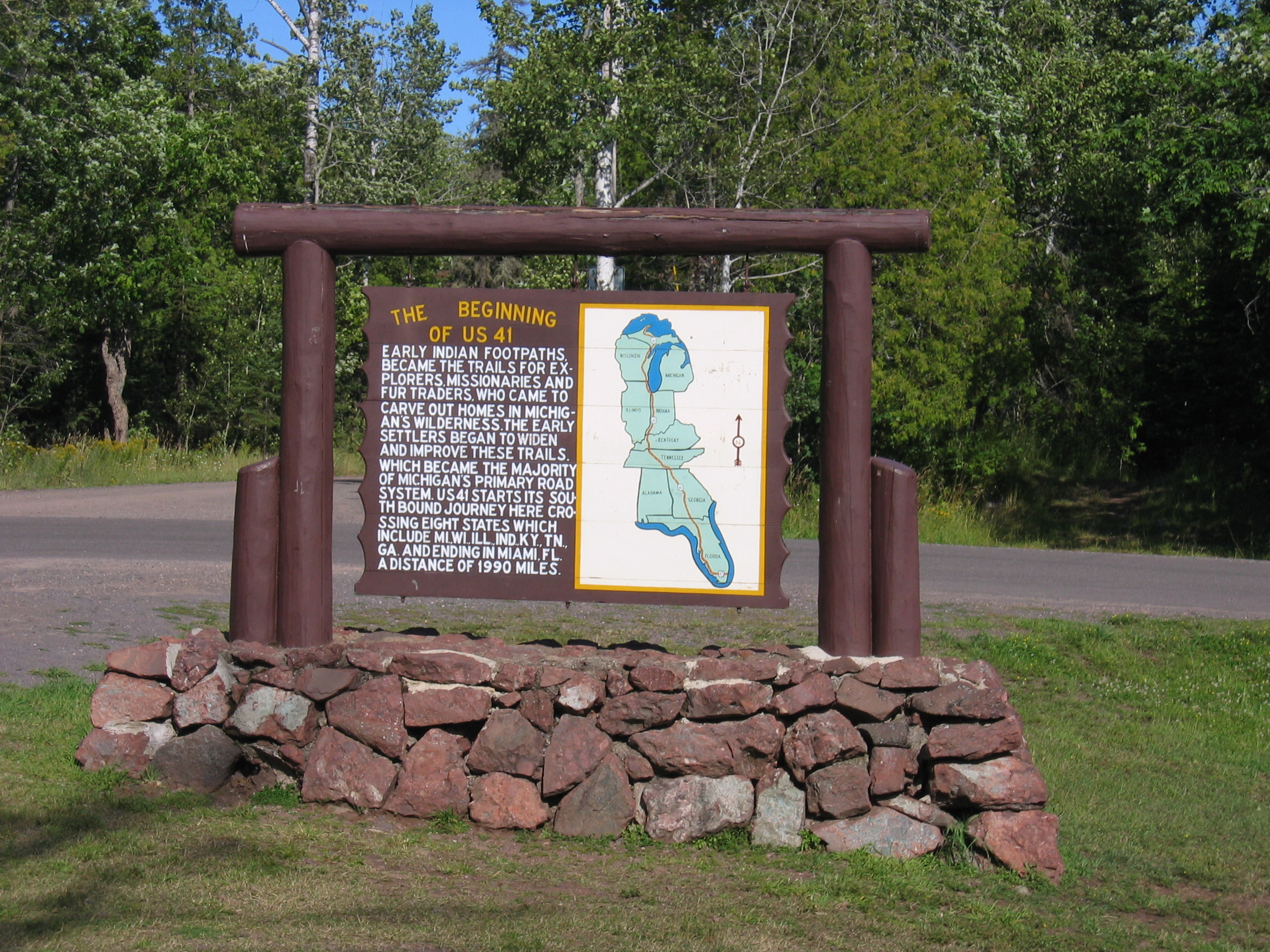
Panneau à Copper Harbor où la US 41 débute

La US 41 entre au Michigan dans la ville de Menominee. Après avoir traversé la ville, elle se dirige vers le nord jusqu'à Powers, en passant par Stephenson et Carney. À Powers, elle rencontre la US 2 et forme un multiplex avec celle-ci vers l'est jusqu'à Rapid River. Elle se dirige vers le nord jusqu'à Trenary, où elle bifurque vers le nord-ouest jusqu'à Marquette. À partir de là, elle se dirige vers l'ouest jusqu'au nord-est de Covington, elle bifurque vers le nord jusqu'à L'Anse, contourne la pointe sud de la Baie de Kaweenaw et longe celle-ci sur quelques miles. Elle rencontre et longe la rivière Portage et passe par Chassell et Houghton. Elle traverse la rivière et atteint Hancock.
Elle traverse Hancock et se dirige vers le nord-est sur la Péninsule de Keweenaw. Elle traverse Tamarack et passe par plusieurs petits hameaux jusqu'à Copper Harbor. Elle tourne à l'est et se poursuit sur une courte distance, jusqu'à un cul-de-sac à l'entrée du Parc d'état de Fort Wilkins, sur les rives du Lac Supérieur.

## Intersections majeures
Floride
 US 1 à Miami
 I-95 à Miami
 US 441 à Miami
 US 17 à Punta Gorda
 US 301 à Sarasota
 US 301 à Bradenton. Les routes forment un multiplex jusqu'à Palmetto.
 US 19 à Tampa
 I-275 au nord-est de Tampa
 I-4 à Tampa
 US 92 à Tampa. Les routes forment un multiplex dans la ville.
 US 98 à Brooksville. Les routes forment un multiplex dans la ville.
 US 27 à Williston. Les routes forment un multiplex jusqu'à High Springs.
 US 441 à High Springs. Les routes forment un multiplex jusqu'au sud de Lake City.
 I-75 à Ellisville
 US 90 à Lake City
 I-10 au nord-ouest de Five Points
 US 129 au sud-est de Jasper. Les routes forment un multiplex jusqu'à Jasper.
Géorgie
 US 84 / US 221 à Valdosta. La US 41 / US 221 forment un multiplex dans la ville.
 I-75 au nord-ouest de Valdosta. Les routes forment un multiplex jusqu'à Hahira.
 US 82 / US 319 à Tifton
 I-75 à Tifton
 US 280 à Cordele
 I-75 à Unadilla
 I-75 à Perry
 US 341 à Perry
 US 129 au nord de Sofkee. Les routes forment un multiplex jusqu'à Macon.
 I-75 à Macon
 US 80 à Macon
 I-475 à Bolingbroke
 US 341 au sud de Barnesville
 US 19 au sud de Griffin. Les routes forment un multiplex jusqu'à Atlanta.
 I-75 à l'ouest de Morrow
 I-285 à Forest Park
 I-75 aux limites entre Atlanta et Hapeville
 I-85 à Atlanta
 US 29 à Atlanta. Les routes forment un multiplex dans la ville.
 US 78 / US 278 à Atlanta. Les routes forment un multiplex dans la ville.
 I-75 à Atlanta
 I-75 à Atlanta
 I-75 à Atlanta
 I-285 à l'est de Smyrna
 US 411 à Cartersville. Les routes forment un multiplex jusqu'au nord-ouest de Cartersville.
 US 76 à l'est de Dalton. Les routes forment un multiplex jusqu'à Chattanooga, Tennessee.
 I-75 à Dalton
 I-75 au sud-est de Ringgold
Tennessee
 I-75 à East Ridge
 I-24 à Chattanooga
 US 11 / US 64 à Chattanooga. Les routes forment un multiplex dans la ville.
 US 11 / US 64 à Chattanooga. La US 11 / US 41 forment un multiplex dans la ville. La US 41 / US 64 forment un multiplex jusqu'à Jasper.
 US 27 / US 72 à Chattanooga. La US 41 / US 72 forment un multiplex jusqu'à Jasper.
 I-24 à Chattanooga
 I-24 à Manchester
 I-24 au nord-ouest de Manchester
 US 70S à Murfreesboro. Les routes forment un multiplex jusqu'à Nashville.
 US 231 à Murfreesboro. Les routes forment un multiplex dans la ville.
 I-840 au nord-ouest de Murfreesboro
 I-24 / I-40 à Nashville
 US 31 à Nashville. Les routes forment un multiplex dans la ville.
 US 70 / US 431 à Nashville. La US 41 / US 431 forment un multiplex dans la ville.
 US 31E / US 31W à Nashville. La US 31W / US 41 forment un multiplex jusqu'à Goodlettsville.
 I-65 à Nashville
 US 431 à Springfield. Les routes forment un multiplex dans la ville.
Kentucky
 US 79 à Guthrie
 US 68 à Hopkinsville. Les routes forment un multiplex dans la ville.
 US 62 à Nortonville
 I-69 à Madisonville
 I-69 à Henderson. Les routes forment un multiplex dans la ville.
 Future I-69 / US 60 à Henderson
Indiana
 I-69 à Evansville
 I-64 aux limites entre les townships de Scott et de Johnson
 US 50 / US 150 à Vincennes. La US 41 / US 50 forment un multiplex dans la ville. La US 41 / US 150 forment un multiplex jusqu'à Terre Haute.
 I-70 / US 40 à Terre Haute
 US 36 à Rockville
 US 136 à Veedersburg. Les routes forment un multiplex dans la ville.
 I-74 à Veedersburg
 US 52 au sud-est d'Earl Park. Les routes forment un multiplex jusqu'à Kentland.
 US 24 à Kentland
 US 231 à Saint John
 US 30 à Schererville
 I-80 / I-94 / US 6 à Hammond. Les routes forment un multiplex dans la ville.
 I-90 à Hammond
 US 12 / US 20 à Hammond. Les routes forment un multiplex jusqu'à Chicago.
 I-90 à Hammond
Illinois
 I-90 à Chicago
 I-55 à Chicago
 US 14 à Chicago
 US 14 à Chicago
 I-94 à Wilmette. Les routes forment un multiplex jusqu'à Northbrook.
 I-41 / I-94 à Wadsworth. L'I-41 / US 41 forment un multiplex jusqu'à Howard, Wisconsin. L'I-94 / US 41 forment un multiplex jusqu'à Milwaukee, Wisconsin.
Wisconsin
 I-43 / I-894 à Milwaukee. Les routes forment un multiplex dans la ville.
 US 45 à Milwaukee. Les routes forment un multiplex jusqu'à Richfield.
 I-94 à Milwaukee
 US 18 à Milwaukee
 US 151 à Fond du Lac
 US 45 à Oshkosh
 US 10 au nord-ouest de Menasha
 US 141 à Howard. Les routes forment un multiplex jusqu'à Town of Abrams.
 I-43 à Howard
Michigan
 US 2 à Powers. Les routes forment un multiplex jusqu'à Rapid River.
 US 141 à Covington
Cul-de-sac à l'est du Parc d'État de Fort Wilkins, à l'est de Copper Harbor

## Routes auxiliaires
- US 141, route sud-nord reliant Bellevue, Wisconsin à Covington, Michigan.
- US 341, route sud-nord reliant Brunswick, Géorgie à Barnesville, Géorgie
- US 441, route sud-nord de 939 mi (1 511 km) reliant Miami, Floride à Rocky Top, Tennessee, en passant par la Géorgie et la Caroline du Nord.
- US 641, route sud-nord reliant Clifton, Tennessee à Marion, Kentucky. Elle ne rencontre pas la US 41 sur son tracé.